# Dead Bang
Tiro mortal (Dead Bang) es una película de acción dirigida por John Frankenheimer en 1989 y protagonizada por Don Johnson. El personaje de Johnson, basado en el agente del LASD Jerry Beck, sigue al asesino de un sheriff del Condado de Los Ángeles y descubre una América profunda llena de odio, supremacía blanca, milicias y tráfico de armas. El reparto también incluye a Penelope Ann Miller, William Forsythe, Tim Reid, Bob Balaban y Michael Jeter. Fue filmada en Calgary, Alberta.

## Argumento
El detective de homicidios Jerry Beck (Johnson) es asignado al caso del asesinato de un sheriff. La atractiva viuda le pide a Beck que encuentre y mate al asesino de su marido. Beck persigue al asesino a través de varios estados y descubre que pertenece a un grupo de neonazis que está implicado en muchos delitos violentos. Finalmente, llega a Colorado, en lo más profundo y decadente de la América rural, donde deberá enfrentarse a la banda terrorista. 

## Producción
Jerome Beck, el agente real en el que se basa el film, fue asesor técnico durante el rodaje. Don Johnson más tarde recordó:
Fue fantástico porque era un poli real... Y estuve entusiasmado de trabajar con él. Jerry tenía un peinado muy particular y yo se lo copie, fue una elección muy interesante.
Según Frankenheimer, Connie Sellecca era su primera opción, pero Johnson la rechazó.